# Bio Central
Bio Central (dříve Kino Centrál, Bio Slavie, Kino Jas, kinematograf Victoria) je kino v Hradci Králové. Je zaměřeno jak na klasickou filmovou produkci, tak i na alternativní produkci, jakou je například opera, divadlo nebo balet v kině. V létě provozuje v Gayerových kasárnách i letní kino.  
Každoročně hostí filmové festivaly, například Jeden svět, La Pelicula, Mezinárodní festival outdoorového filmu, Dny evropského filmu nebo Cinema Open. S kinem spolupracuje také Akademický filmový klub studentů Univerzity Hradec Králové.

## Historie

### Stavba domu

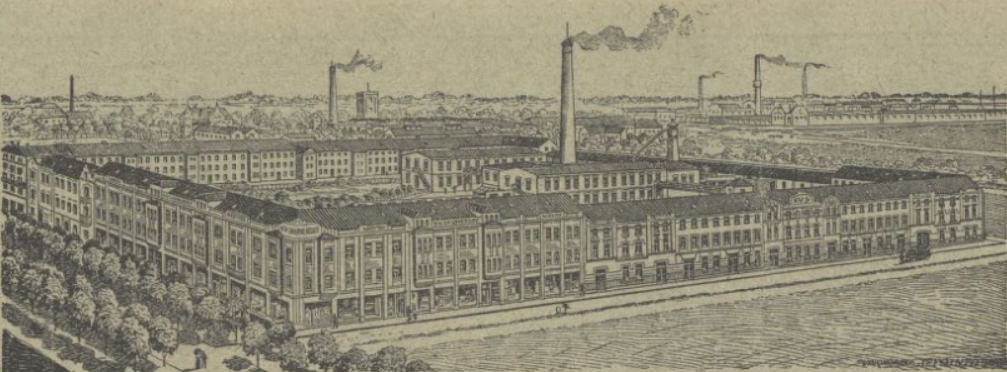
Továrna Karla Václava Skuherského, do jejíhož dvora bylo zasazeno kino. Dům čp. 462 je třetí zleva

Činžovní dům si nechal v letech 1910 až 1911 postavit továrník Karel Skuherský, majitel stejnojmenné nábytkářské firmy, spolu s pěti dalšími činžovními domy. Projektantem stavby byl Jindřich Labouťka. Ve dvacátých letech začal Karel Skuherský usilovat v domě čp. 462 o výstavbu kina. Kino zažádalo jménem okresní organizace Masarykovy ligy proti tuberkulóze o biografickou produkci v roce 1928, o rok později bylo postaveno a začalo vysílat. Projektantem a stavitelem kina byl Ing. František Komárek ze Svobodných Dvorů, který navrhl a vytvořil kino s kapacitou 800 míst. 
Kino mělo oválný tvar, na které nasedalo obdélníkové jeviště. Na bocích divadla nechal postavit schodiště, která vedla na balkón a balkóny kolem zaoblených nároží. V zázemí kina byl vybudován bufet a kuřárna. Objekt byl zastřešen s kovovým krovem. Fasádu Komárek navrhl fasádu hlavního průčelí jako kombinaci omítaných a řezaných ploch s prohnutým štítem. O výzdobu interiéru se postaral Josef Heřman. Dne 18. července 1929 žádal Karel Skuherský o povolení kanalizační přípojky do novostavby kina.
Kino bylo slavnostně otevřeno 19. října 1929. Slavnostní projev přednesl řídící lékař zdravotních ústavů Masarykovy ligy v Hradci Králové, dr. Josef Vanický.

### 20. století

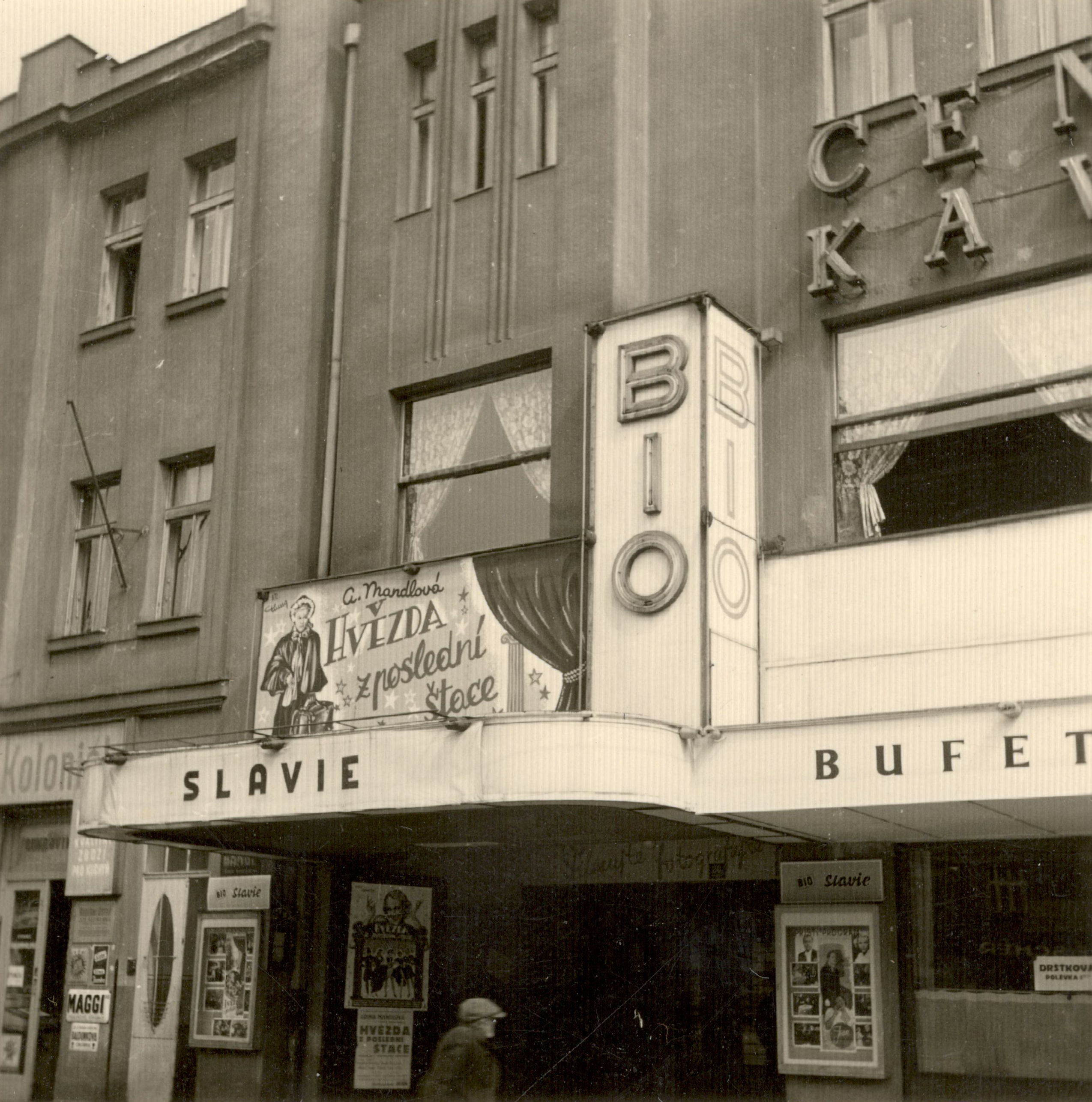
Bio Central (ještě jako Bio Slavie) v roce 1939

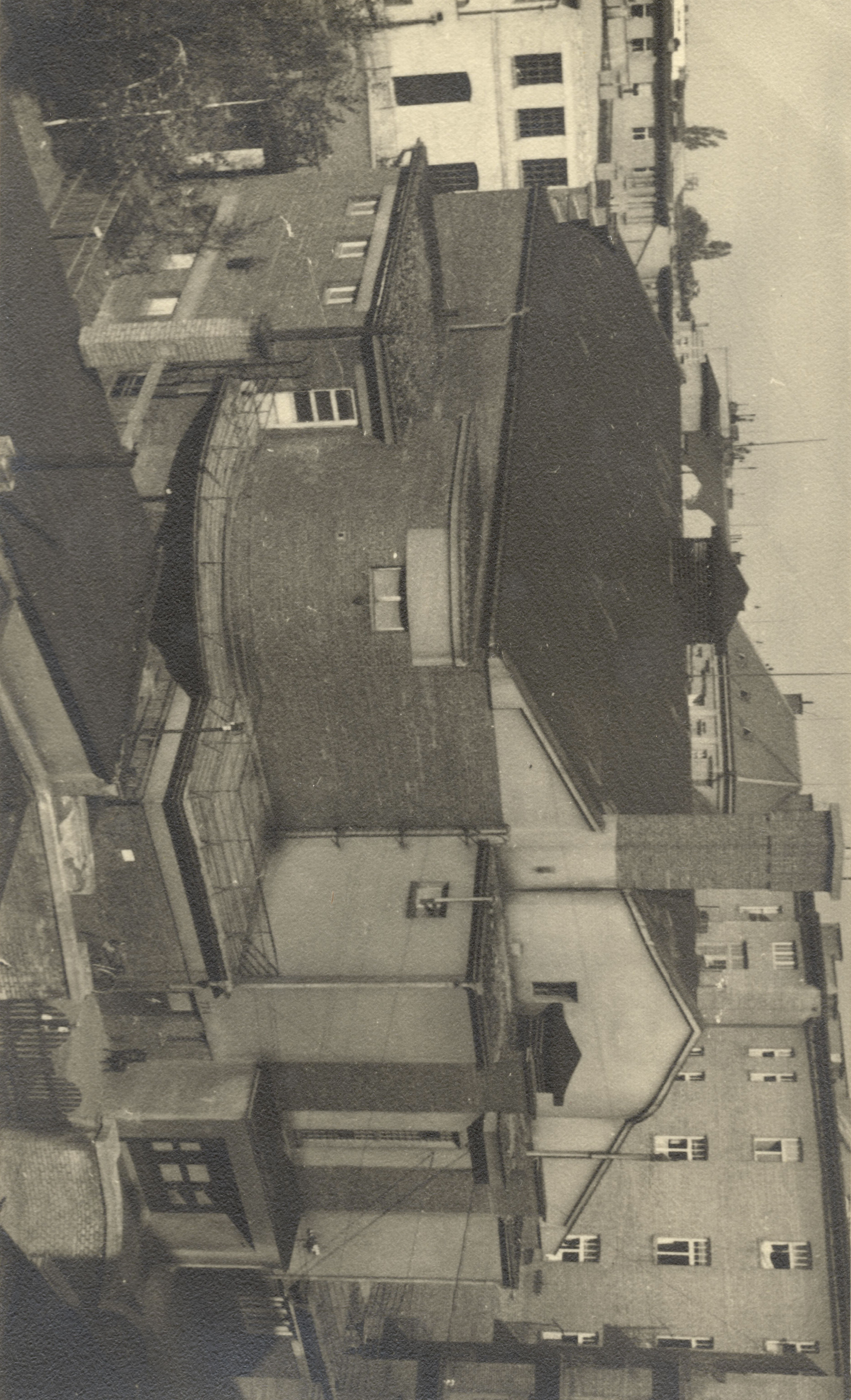
Bio Central v roce 1939. V pravém dolním rohu je vidět místo, kde bude později stát dvorana

Výtěžek z provozu kina byl určen k financování činnosti ligy a částečně také „ve prospěch invalidní péče“. První zvukový film, Dítě Paříže, byl v kině promítán 25. července 1930. V propadli se nacházel prostor pro hudební tělesa. Dne 1. ledna 1939 bylo kino přejmenováno na Bio Slavie. V témže roce bylo kino majetkově převedeno pod Masarykovu ligu proti tuberkulóze.
Roku 1941 je kino přejmenováno na Kinematograf Victoria. V roce 1945 byl majitel kina Karel Skuherský mladší odsouzen za spolupráci s fašistickou organizací Vlajka během protektorátu. V roce 1947 bylo kino, znovu přejmenované na Bio Slavia, zařazeno do skupiny kin zvaných „Čas“, které promítaly rozšířené reportáže z hokejového mistrovství světa v Praze. O rok později zavedlo kino prodej Filmových novin, za což bylo v novinovém plátku chváleno. V letech 1967 a 1968 se kino stalo festivalovým střediskem Filmového festivalu pracujících v Hradci Králové (dalším festivalovým místem bylo pak zejména Letní kino Mír).
V roce 1968 vypsal MěNV v Hradci Králové projektový úkol na rekonstrukci kina v částce 3 800 000 Kčs. V roce 1970 pak proběhla rekonstrukce, kdy se kino změnilo na panoramatické kino, proběhla přístavba ke schodištím a byla zastřešena dvorana, ve které přibyla mozaika s názvem Oko do celého světa (také Sputnik), kterou pro kino vytvořil Bedřich Šimon. Plátno bylo rozšířeno na délku 15 metrů a šířku šest a půl metru. Stalo se tak teprve čtvrtým 70mm kinem ve Východočeském kraji. Kino bylo znovu otevřeno 26. listopadu 1971.

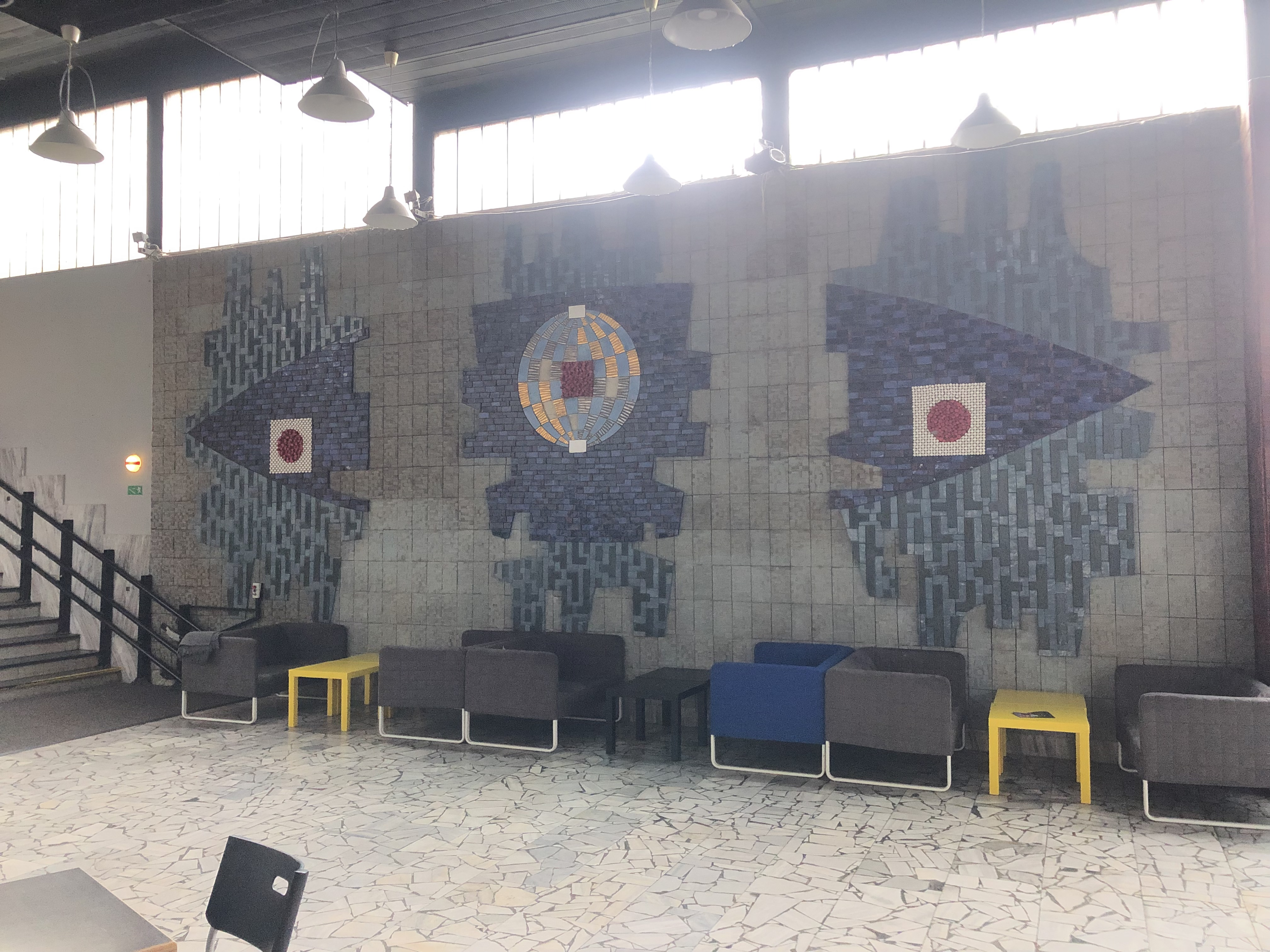
Mozaika Oko do jiného světa ve dvoraně kina, kterou vytvořil v 70. letech královéhradecký výtvarník Bedřich Šimon

V sedmdesátých letech zde sídlil Filmový klub vedený Milošem Votrubou a Klub přátel sovětského filmu. Central (tehdy Kino Jas) bylo nejlépe vybaveným kinem v Hradci Králové a promítaly se zde i často i západní filmy. Kino bylo vybaveno třemi projektory Meopta UM 70/35, jedním diaprojektorem Drezden (na uhlíky) a zesilovač Tesla AKT 636 o výkonu 6x 30 W.

### Nové vedení
Hradecké kino Central od roku 2003 provozovalo sdružení Pro-Centrál. V roce 2009 proběhla digitalizace kina. V roce 2011 odhalila finanční kontrola řadu nesrovnalostí. Pro-Centrál měl dluhy až ve výši 3,5 milionu korun, což vedlo k rezignaci náměstka primátora a vedoucího sdružení Leoše Kučery. V roce 2012 se kino ocitlo ve správě insolvenčního správce. Během správy skončila 3D technika kina v insolvenci a nebyla již obnovena ani s dalším vedením.  Kino ukončilo svůj provoz v polovině července 2012. Na záchranu kina byla dokonce založena petice určená vedení města, která nasbírala přes 2 800 podpisů. Provoz byl znovuobnoven 20. prosince 2012 pod vedením zakladatele pražského kina Aero Petra Vítka a kino bylo přejmenováno na svůj původní název Bio Central.
V roce 2014 se magistrát města Hradec Králové začal soudit s insolvenčním správcem, který kinu pronajímal techniku. Radnice insolvenčnímu správci nabídla, že techniku odkoupí, jednání ale nakonec údajně ztroskotala na nepřijatelně vysoké ceně. V roce 2016 rada města rozhodla, že vypíše zakázku na pořízení nové techniky. V roce 2017 byla technika zakoupena.
 

Na rok 2020 byla naplánována rekonstrukce a digitalizace druhého sálu, nazývaného Garsonka. Kvůli pandemii covidu-19 se kino dostalo do finančních obtíží a digitalizace byla odložena. V roce 2020 také začalo kino provozovat letní kino v Gayerových kasárnách. Nakonec byl nově digitalizovaný malý sál v DCI standardu otevřen v roce 2021. V roce 2023 pracovníci kina Ilona Mach a Jan Slanina zkoumali původ mozaiky Oko do celého světa a osud jejího autora Bedřicha Šimona. Výsledky jejich práce byly odhaleny 9. listopadu 2023 na výstavě Bedřich Šimon - autor neznámý v kavárně tohoto kina.

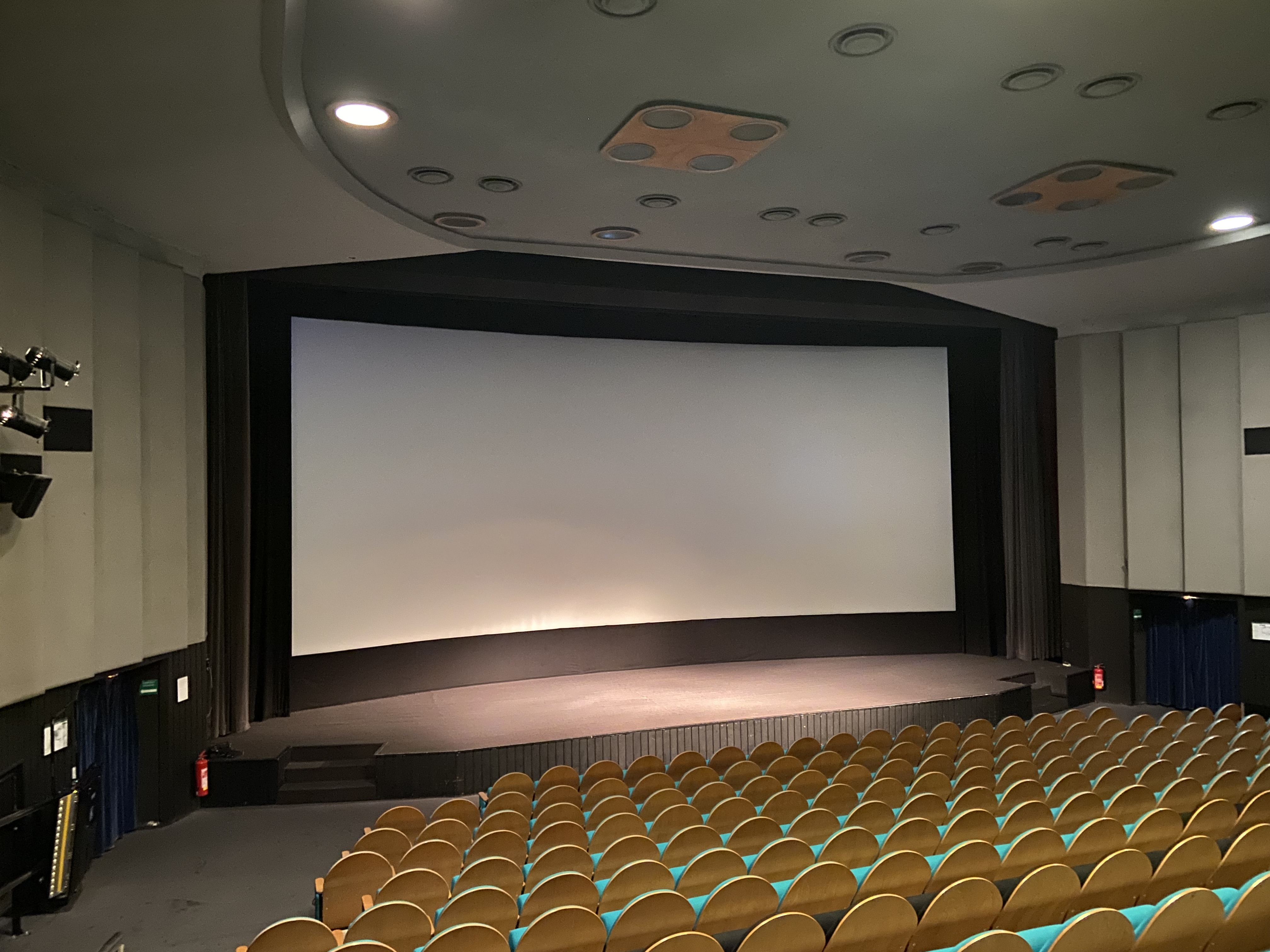
Velký sál s kapacitou 384 míst
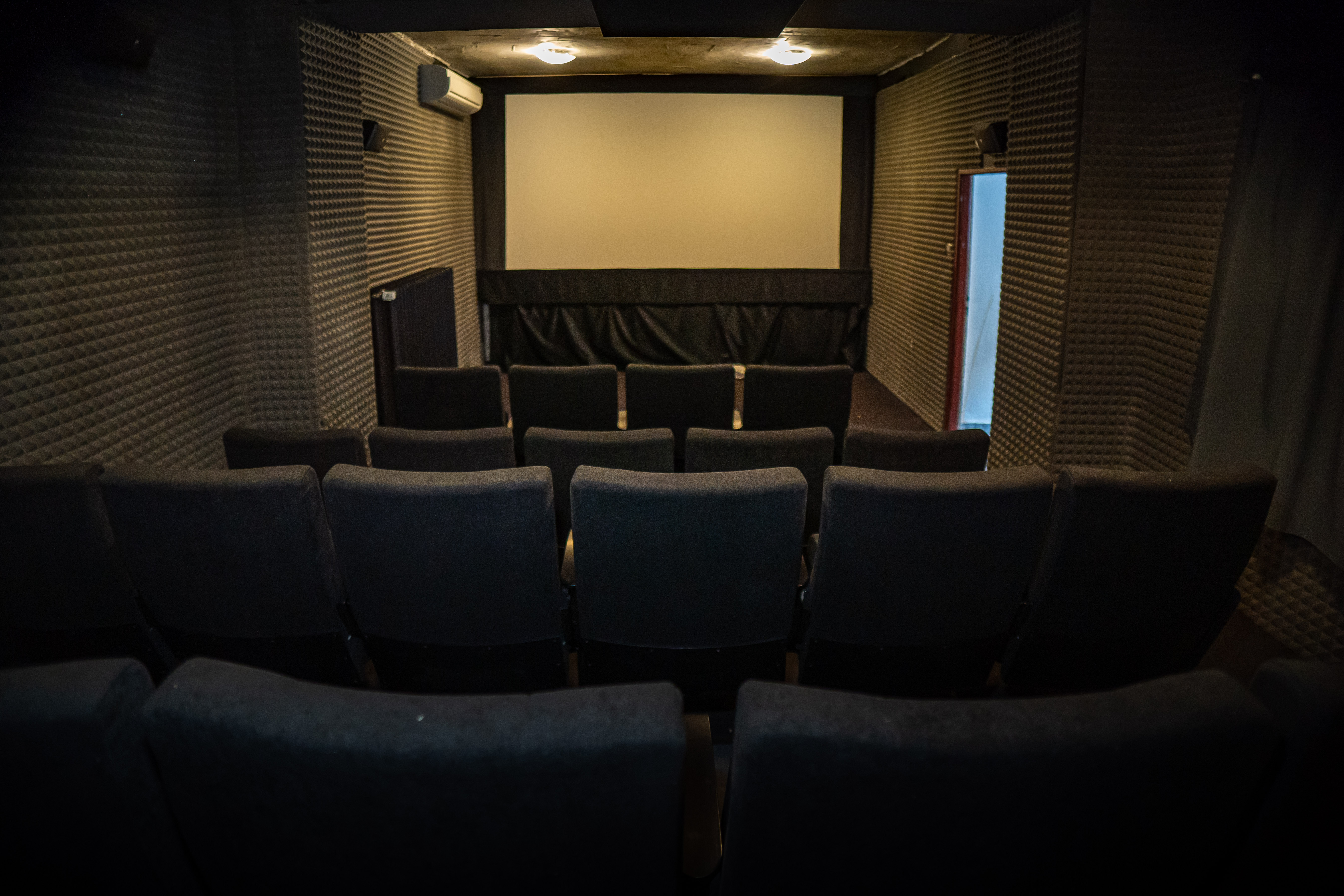
Malý sál s kapacitou 27 míst
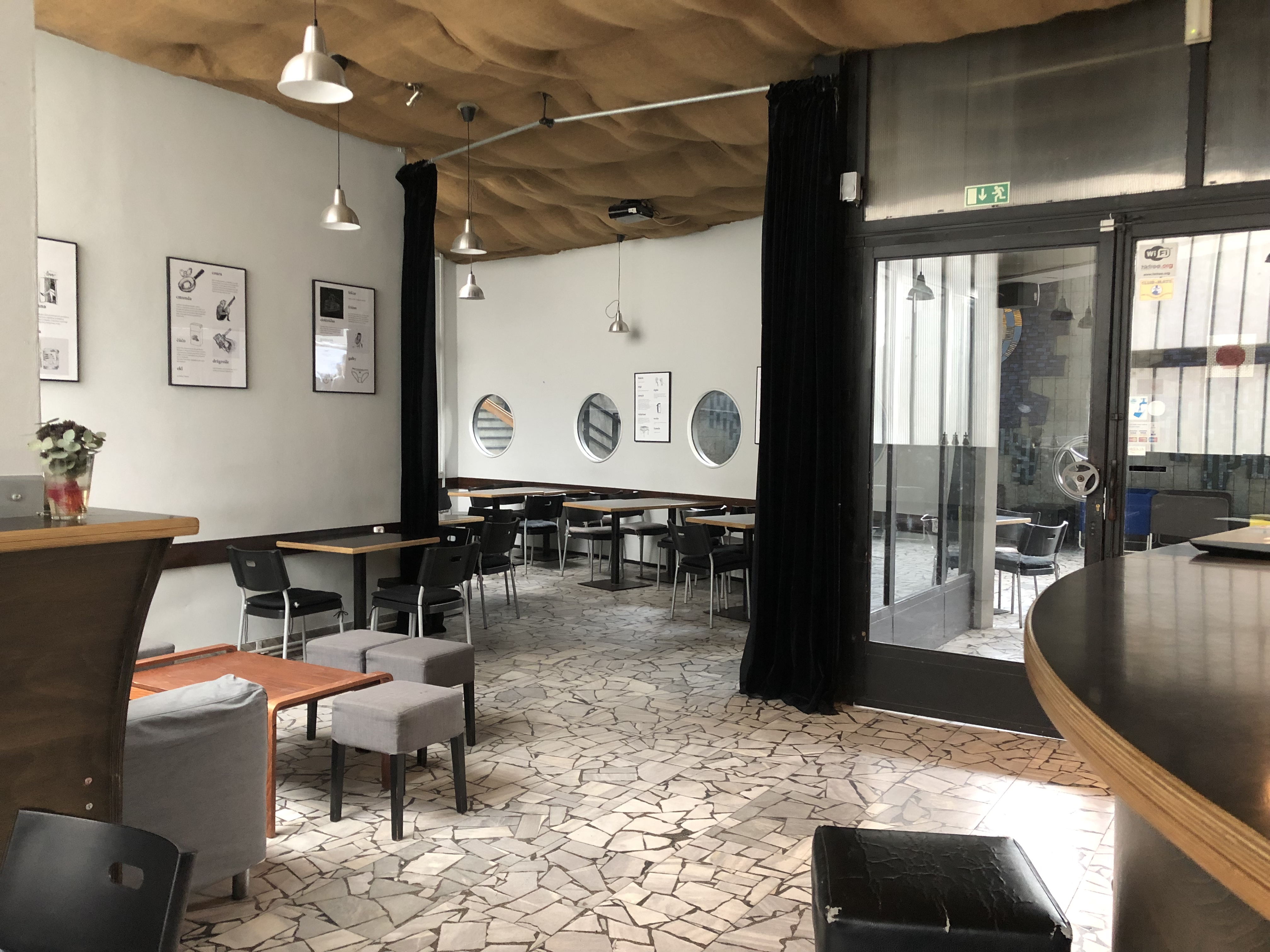
Videokavárna ve dvoraně kina
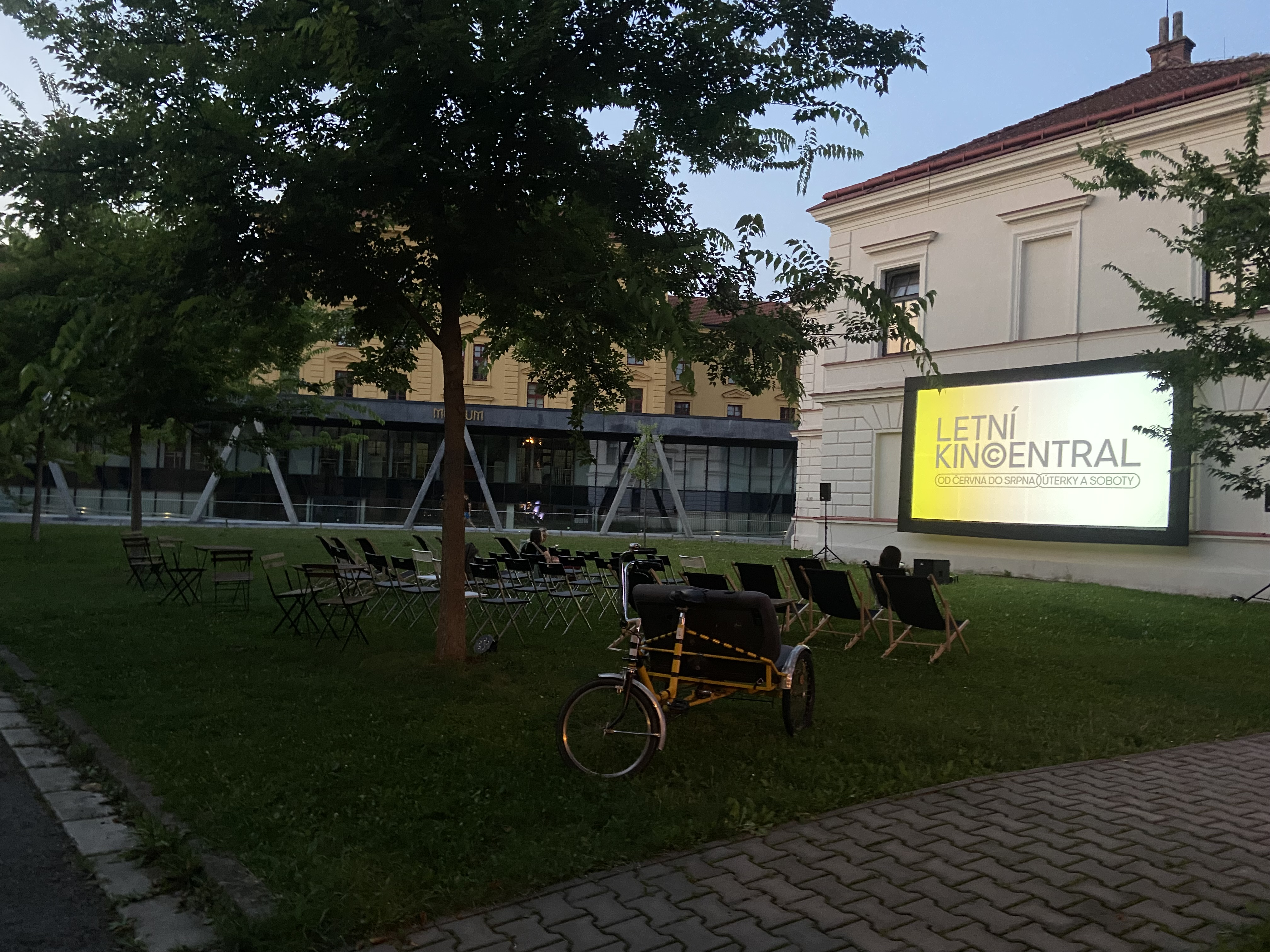
Letní kino, provozované v Gayerových kasárnách
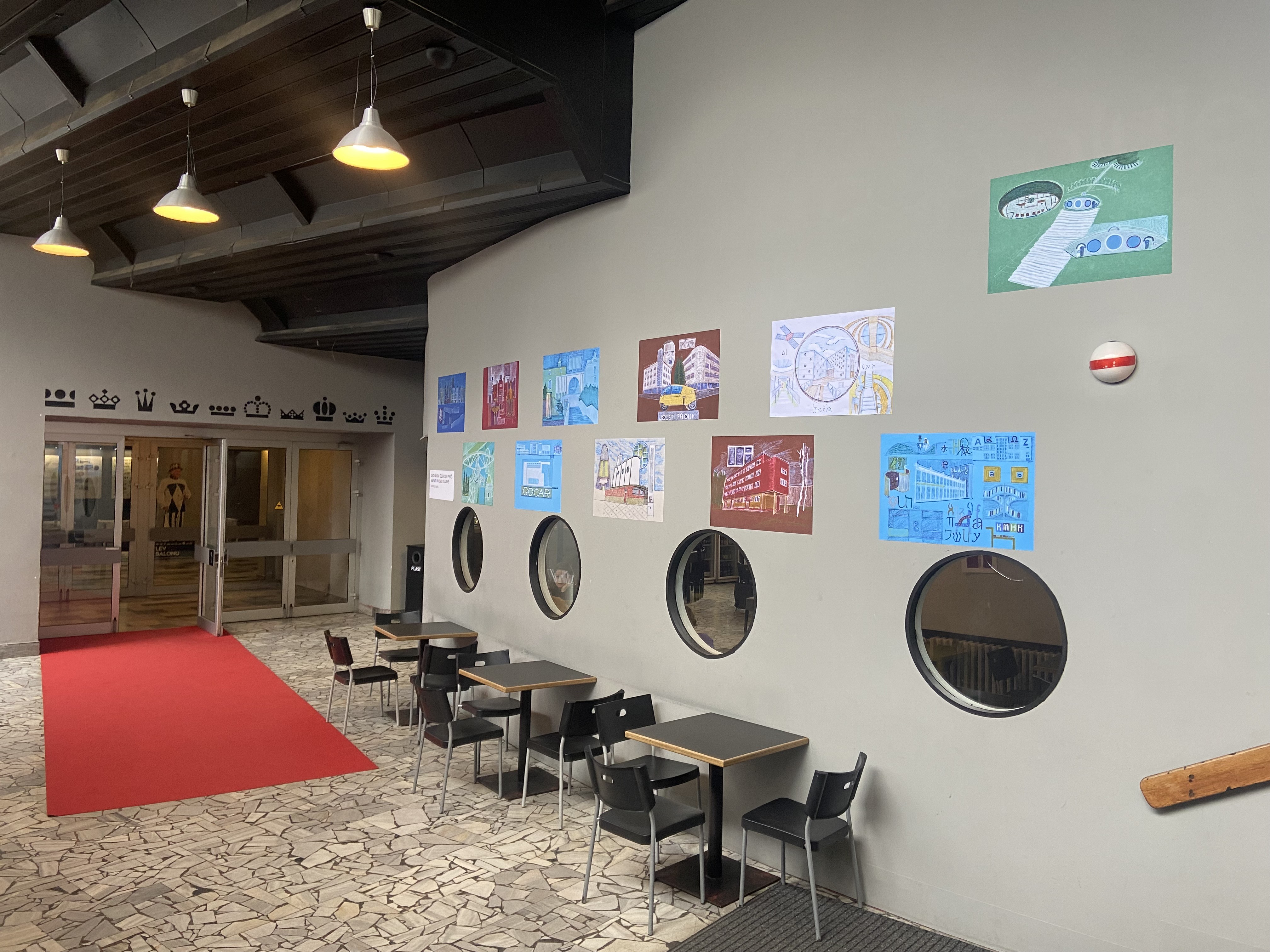
Dvorana kina vyzdobená k výročí 800 let města Hradec Králové

## Vybavení
Kino má celkem tři promítací prostory, klasický velký sál (384 míst), pro menší projekce malý sál (27 míst) a videokavárnu pro přednášky (35 míst). V kině se nachází také bar s betonovou zahrádkou.
Do roku 2017 vlastnilo 4K projektor CINEALTA od firmy Sony s 3D systémem RealD, ozvučeném v kvalitě Dolby Digital EX.
V roce 2022 je ve Velkém sálu projektor SONY Cinealta SRX-R515P se 4K rozlišením se zvukovým systémem 7.1. V Malém sále je zvukový systém 7.1 s projektorem Espedeo Supra-5000 (rozlišení 2048x1080 pixelů). 

## Ocenění
V roce 2008 bylo organizací Europa Cinemas vyhlášeno nejlepší evropským kinem pro mladé publikum.

Foyer v Bio Central